# Starrsjön, Östergötland
Starrsjön är en sjö i Finspångs kommun och Katrineholms kommun i Östergötland och ingår i Nyköpingsåns huvudavrinningsområde. Sjön är 3,3 meter djup, har en yta på 0,263 kvadratkilometer och befinner sig 44,1 meter över havet. Sjön avvattnas av vattendraget Tisnare Kanal.

## Delavrinningsområde
Starrsjön ingår i det delavrinningsområde (652771-151900) som SMHI kallar för Utloppet av Starrsjön. Medelhöjden är 50 meter över havet och ytan är 4,61 kvadratkilometer. Räknas de 2 avrinningsområdena uppströms in blir den ackumulerade arean 56,44 kvadratkilometer. Tisnare Kanal som avvattnar avrinningsområdet har biflödesordning 3, vilket innebär att vattnet flödar genom totalt 3 vattendrag innan det når havet efter 105 kilometer. Avrinningsområdet består mestadels av skog (85 procent). Avrinningsområdet har 0,26 kvadratkilometer vattenytor vilket ger det en sjöprocent på 5,7 procent.